# Wie man Football spielt
Wie man Football spielt ist ein US-amerikanischer Zeichentrick-Kurzfilm von Charles Nichols aus dem Jahr 1944.

## Handlung
Der Sprecher kündigt ein College-Football-Spiel zwischen Taxidermy Tech und Anthropology A&M an. Die Maskottchen, Schiedsrichter, Trainer und Spieler betreten das Stadion. Der Sprecher erklärt die Regeln des Football-Spiels, doch gehen seine Worte im Jubel der Zuschauer unter. Das Spiel beginnt und Swivel-Head Smith von Taxidermy Tech fängt den Football in der Endzone seiner Mannschaft. Ihm gelingt ein Run über 105 Yards und ein anschließender Touchdown – eine selten gesehene Aktion, die komplett von den Spielern und Trainern an der Spielfeldlinie verdeckt wird. Taxidermy Tech geht mit 6 Punkten in Führung und erhöht mit einem Schuss durch das Tor, dem Point after Touchdown (PAT), auf 7 Punkte. Swivel-Head Smith wird als Star der Mannschaft ausgewechselt und am Spielfeldrand versorgt. Im Spiel wechseln die Angriffsrechte hin und her und es kommt zu einigen größeren Verletzungen, sodass erste Spieler vom Platz getragen werden. Durch einen Zufall gelingt Anthropology ein Touchdown, er kann jedoch keinen Zusatzpunkt holen, weil ein Spieler von Taxidermy den Football mit dem Mund auffängt. Anthropology gelingt ein weiterer Touchdown, als ein Spieler einen scharf geworfenen Ball fängt und entgegen der Schussrichtung zu laufen beginnt, sodass er das gesamte Spielfeld zusammenzieht und am Ende in der Endzone der verteidigenden Mannschaft landet. Anthropology führt nun 12 zu 7. Der anschließende Zusatzpunkt wird halb gegeben, weil der Football mittig auf der Torlatte liegen bleibt.
In der Pause versucht der Trainer von Taxidermy, die völlig geschafften Spieler aufzubauen. Die zweite Spielhälfte beginnt und der Trainer von Taxidermy bringt seinen Star Swivel-Head Smith ins Spiel. Fast gelingt ihm ein Touchdown nach über 90 Yards Raumgewinn, doch wird Smith von der geballten Defensive von Anthropology k. o. geschlagen. Während des weiteren Spielverlaufs versucht der Trainer verzweifelt, Smith wiederzubeleben, während Taxidermy kontinuierlich an der starken Defensive von Anthropology scheitert. Als Smith ein Lebenszeichen von sich gibt, wird er noch vollkommen neben sich stehend ins Spiel gebracht. Er erhält den Football und gelangt durch eifrige Mithilfe seiner Mannschaft bis an die Linie zur Endzone, schlingert dort jedoch umher. Es ist der letzte Spielzug und ein einziger Verteidiger von Anthropology rennt auf Smith zu, verfehlt ihn jedoch und rennt das Tor um. Ein Pfeiler verfängt sich in Smiths Trikot und zieht ihn in die Endzone, wo Smith mit dem Ball zu Boden geht. Der Touchdown bringt Taxidermy mit 13 zu 12,5 den Sieg über Anthropology. Der Sprecher, der zwischenzeitlich vor lauter Spannung sein Mikro gegessen hat, dankt dem Trainer von Taxidermy, dessen strategische Arbeit den Sieg ermöglicht habe. Der Trainer jedoch ist im Laufe des Spiels irrsinnig geworden und wird für die Einlieferung in die Psychiatrie vorbereitet.

## Produktion
Wie man Football spielt wurde am 15. September 1944 als Teil der Goofy Theatrical Cartoon Series veröffentlicht und von RKO Radio Pictures vertrieben. Sämtliche Mitglieder der beiden Football-Mannschaften sind Goofys. Sie tragen zum Teil Namen von Disney-Mitarbeitern.

## Auszeichnungen
Wie man Football spielt wurde 1945 für einen Oscar in der Kategorie „Bester animierter Kurzfilm“ nominiert, konnte sich jedoch nicht gegen Tom bildet sich durchsetzen.